# Тереміскі
Тереміскі (пол. Teremiski) — село в Польщі, у гміні Біловежа Гайнівського повіту Підляського воєводства.
Населення — 81 особа (2011).
У 1975-1998 роках село належало до Білостоцького воєводства.

## Демографія
Демографічна структура станом на 31 березня 2011 року:
|          | Загалом | Допрацездатний вік | Працездатний вік | Постпрацездатний вік |
| -------- | ------- | ------------------ | ---------------- | -------------------- |
| Чоловіки | 47      | 5                  | 36               | 6                    |
| Жінки    | 34      | 5                  | 19               | 10                   |
| Разом    | 81      | 10                 | 55               | 16                   |